# Emiel Van Nooten
Emiel Van Nooten (Herentals, 17 april 1925 - 19 maart 2012) was een Belgisch senator.

## Levensloop
Van Nooten werd verantwoordelijke en secretaris van het Nationaal Bibliotheekfonds.
Hij werd politiek actief voor de BSP en was voor deze partij van 1965 tot 1981 gemeenteraadslid van Herentals. Van 1974 tot 1977 zetelde hij ook als gecoöpteerd senator in de Belgische Senaat.
In de periode april 1974-april 1977 had hij als gevolg van het toen bestaande dubbelmandaat ook zitting in de Cultuurraad voor de Nederlandse Cultuurgemeenschap, die op 7 december 1971 werd geïnstalleerd en de verre voorloper is van het Vlaams Parlement.